# Akord chopinowski

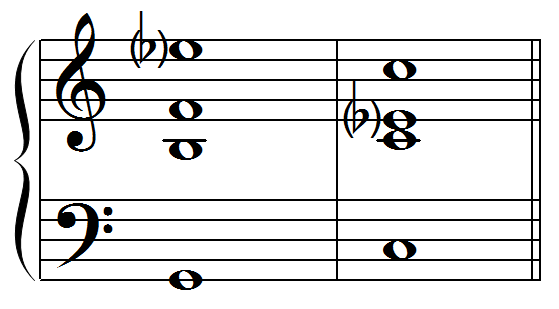
Dominanta chopinowska (po lewej) wraz z rozwiązaniem (po prawej) w tonacji C-dur (W nawiasach alternatywnie: c-moll).

Akord chopinowski — współbrzmienie dźwięków charakterystyczne, często wykorzystywane w utworach przez Fryderyka Chopina. Strukturalnie jest to dominanta septymowa z sekstą (w najwyższym głosie) zamiast kwinty. Miał duży wpływ na kształtowanie harmoniki romantycznej i późnoromantycznej, m.in. w twórczości Aleksandra Skriabina (patrz akord mistyczny).